# Тоня (Малопольське воєводство)
Тоня (пол. Tonia) — село в Польщі, у гміні Болеслав Домбровського повіту Малопольського воєводства.
Населення — 197 осіб (2011).
У 1975-1998 роках село належало до Тарновського воєводства.

## Демографія
Демографічна структура станом на 31 березня 2011 року:
|          | Загалом | Допрацездатний вік | Працездатний вік | Постпрацездатний вік |
| -------- | ------- | ------------------ | ---------------- | -------------------- |
| Чоловіки | 105     | 14                 | 73               | 18                   |
| Жінки    | 92      | 11                 | 54               | 27                   |
| Разом    | 197     | 25                 | 127              | 45                   |